# Morsenchio
Morsenchio (Morsencc in dialetto locale, IPA: [murˈsẽːtʃ]) è un antico borgo, ora quartiere   di  Milano appartenente al Municipio  4 e al NIL n. 30 "Taliedo - Morsenchio - Q.re Forlanini",   di cui già dal tredicesimo secolo è documentata l'esistenza, essendo costruito intorno alla chiesetta dedicata alla "Beatissima Vergine Maria", vicino al quale sorgeva un piccolo cimitero dove nel 1571 vi si recò in visita pastorale San Carlo, arcivescovo di Milano.

## Storia
Il Comune di Morsenchio aveva origine molto antiche, essendo già attestato nel tardo Medioevo. I suoi confini toccavano a nord e ad ovest i Corpi Santi, ad est Linate, e a sud San Donato e Nosedo. Al censimento del 1751 la comunità comprendeva 123 persone e tutto il suo territorio, comprese le cascine di Ponte Lambro, costituiva un'unica proprietà privata senza nessuna autorità pubblica.
Al 1808, quando la popolazione aveva raggiunto le 200 unità, risale la prima esperienza di annessione a Milano su decreto di Napoleone, ma il ritorno degli austriaci cancellò quell'esperimento. Il paese crebbe lentamente, raggiungendo le 278 anime nel 1853, le 289 nel 1859, e le 314 nel 1861.
Nel 1870 il Comune di Morsenchio venne soppresso e aggregato a quello di Mezzate, municipio che ad inizio del Novecento cambiò nome in Linate. La definitiva sistemazione amministrazione avvenne il 1º gennaio 1923 allorquando, nell'ambito della ridefinizione dei confini sudorientali della città di Milano, la frazione di Morsenchio passò nel territorio comunale del capoluogo meneghino.
Nel dopoguerra la zona ospitò i capannoni della Montedison ed a partire dagli anni '60 subì un forte sviluppo urbanistico.